# Lambda Sagittarii
Désignations
Lambda Sagittarii (λ Sgr / λ Sagittarii) est une étoile de la constellation du Sagittaire. Elle porte également le nom de Kaus Borealis. L'étoile indique le haut de l'arc de l'archer et elle marque également le haut du couvercle de l'astérisme de la Théière.

## Nomenclature
Kaus Borealis est le nom propre de Lambda Sagittarii / λ Sgr aujourd’hui approuvé par l’Union astronomique internationale (UAI), tandis que 'e δ Sgr est Kaus Media et ε Sgr Kaus Australis. Ce nom vient de l’arabe القوس al-Qaws, qui est, à côté du calque sémantique du grec Τοξότης, soit الرامي al-Rāmī, « le Tireur à l’arc », un nom de la constellation venu du ciel arabe traditionnel, où il était affecté au 9e signe du zodiaque, attesté dans l’horoscope de fondation de la ville de Baghdad en 762, ainsi que nous rapporte l’érudit persan al-Bīrūnī. À partir de la transcription Kaus donnée pour le nom de la constellation dans sa traduction du یجِ سلطانی Zīğ-i Sulṭānī ou « Tables sultaniennes » d’Uluġ Bēg (1437), donné par Thomas Hyde (1665) , Giuseppe Piazzi appelle cette étoile Kaus Borealis, nom rapidement repris dans les catalogues du XIXe siècle avant d’être relevé par Richard Allen (1899).

## Caractéristiques principales
Kaus Borealis est une géante orange de type spectral K1IIIb. Elle brûle actuellement l'hélium en carbone et en oxygène dans son cœur. Kaus Borealis est à 77 années-lumière de la Terre. Elle est 52 fois plus lumineuse que le Soleil, a une masse valant 2,3 fois celle du Soleil et un rayon égal à 11 fois celui du Soleil.
Étant proche de l'écliptique, Kaus Borealis est parfois occultée par la Lune et, plus rarement, par une planète. La dernière planète l'ayant occultée fut Vénus, le 19 novembre 1984. La fois précédente, elle fut occultée par la planète Mercure le 5 décembre 1865.